# 데드 & 브렉퍼스트
《데드 & 브렉퍼스트》(영어: Dead & Breakfast)는 미국에서 제작된 매슈 루트와일러 감독의 2004년 뮤지컬 좀비 코미디 영화이다. 제러미 시스토, 디드릭 베이더 등이 출연하였다. 재커라이어 셀윈이 컨트리 가수 역으로 나와 막간에 노래를 부르며, 후반엔 좀비들이 그의 노래에 맞춰 단체로 율동을 추기도 한다.

## 줄거리
6명의 친구 크리스천, 데이비드, 케이트, 조니, 세라, 멜로디는 함께 승합차를 타고 친구 켈리의 텍사스 결혼식에 가던 중 작은 마을 러브록의 와이즈 씨 민박에서 하룻밤 머물게 된다. 야식을 먹으려던 데이비드는 요리사 헨리의 시체를 발견하고 보안관을 불러오지만 와이즈 씨마저 심장마비로 사망한다.
보안관보가 체포해서 데리고 있던 부랑자는 크리스천 일행에게 와이즈 씨의 고대 나무 상자를 조심하라고 주의를 준다. 하지만 데이비드는 실수로 상자를 떨어뜨려 봉인을 깨고 살인귀 "쿠만 통(Kuman Thong)"을 해방시켜 빙의 당하고 만다. 주민 리사는 와이즈 씨가 신생아 아들이 죽자 그 시체를 파내고 한 동양인 사제와 함께 흑마법 주술을 행한 적이 있다고 알려준다.
조니가 보안관보 등 주민들을 살해하고 이들의 시체 일부를 상자 안에 넣자 시체들이 좀비화된다. 크리스천은 목이 날아간다. 데이비드, 케이크, 세라, 멜로디, 보안관은 트럭을 타고 도망가지만 잘못해서 부랑자를 치는 바람에 차의 난방기가 터져 할 수 없이 민박으로 돌아온다.
보안관, 멜로디, 부랑자가 조니를 죽이는 데 필요한 와이즈 씨의 뼈를 챙기는 사이 좀비들은 데이비드의 피가 묻은 천을 상자에 넣어 데이비드를 빙의 시킨다. 빙의된 데이비드가 케이트를 죽이자 세라가 전기톱으로 데이비드를 죽인다.
보안관, 멜로디, 부랑자는 묘지에서 히스파니올라섬에서 배웠던 흑마법 주술을 시행한다. 부적을 태우고 주문을 외우고 와이즈 씨 시체에서 뼈를 빼내고 재를 뿌린다. 보안관은 좀비에게 목이 꺾여 죽는다.
멜로디는 와이즈 씨의 뼈를 화살 삼아 조니의 심장에 쏜 뒤 조니의 피가 묻은 천을 상자에 넣어 조니와 좀비들을 몰살시킨다. 세라, 멜로디, 부랑자는 상자를 태우고 떠나지만 불이 꺼지자 멀쩡한 상태의 상자가 보인다.

## 출연
- 제러미 시스토 - 크리스천 역
- 에릭 팔라디노 - 데이비드 역
- 비앙카 로슨 - 케이트 역
- 오즈 퍼킨스 - 조니 역
- 에버 캐러딘 - 세라 역
- 지나 필립스 - 멜로디 역
- 재커라이어 셀윈 - 랜들 키스 랜들 역
- 미란다 베일리 - 리사 역
- 브렌트 데이비드 프레이저 - 부랑자 역
- 디드릭 베이더 - 요리사 헨리 역
- 데이비드 캐러딘 - 와이즈 씨 역
- 제프리 딘 모건 - 보안관 역
- 마크 켈리 - 보안관보 이너스 역
- 포샤 더로시 - 켈리 역